# Epatotossina
Un'epatotossina è un composto chimico che danneggia il fegato. Tale citotossicità può essere l'effetto collaterale di una terapia farmacologica, oppure può derivare dall'azione diretta di epatotossine presenti in natura, come le microcistine e gli alcaloidi pirrolizidinici; anche l'alcol etilico presenta un'elevata epatotossicità, così come alcune sostanze prodotte in laboratorio, ad esempio il tetracloruro di carbonio.
L'effetto di un'epatotossina dipende dalla modalità di ingresso della sostanza nell'organismo, dalla velocità con cui essa si diffonde nel sangue, dalla quantità di sostanza assunta e dallo stato di salute generale del paziente.
Le epatotossine di tipo A sono dette intrinseche, poiché il loro effetto si manifesta in qualsiasi individuo, è dose-dipendente ed è più facilmente prevedibile. Le epatotossine di tipo B sono dette idiosincratiche, poiché il loro effetto si manifesta solo in alcuni individui e non esiste una correlazione diretta tra quantità di sostanza assunta ed entità del danno epatico.
I composti chimici che esercitano un'azione tossica soprattutto sui dotti biliari sono detti colestatici; ne è un esempio la clorpromazina. Le tossine che colpiscono preferenzialmente gli epatociti sono invece dette epatocellulari; ne è un esempio il paracetamolo. Non è raro, peraltro, che le epatotossine esercitino un'azione rilevante sia a livello dei dotti biliari che a livello degli epatociti. Il danno epatocellulare è tipicamente segnalato dal marcato aumento dei valori ematici dell'alanina amminotransferasi (transaminasi ALT) e della fosfatasi alcalina, mentre il danneggiamento dei dotti biliari si associa ad una diminuzione della concentrazione di questi due enzimi.

## Sostanze epatotossiche (elenco parziale)
- alfa-amanitina, epatotossina epatocellulare intrinseca presente in alcuni funghi velenosi come Amanita phalloides, A. verna, A. virosa e Galerina marginata; è responsabile di un avvelenamento spesso mortale che prende il nome di sindrome falloidea
- aflatossina, intrinseca
- etanolo, intrinseca
- alotano, idiosincratica[1]
- paracetamolo, intrinseca
- alcaloidi pirrolizidinici, intrinseche
- luteoschirina
- kava (Piper methysticum), idiosincratica
- alcol allilico, intrinseca
- allopurinolo, idiosincratica
- amiodarone, idiosincratica
- arsenico, intrinseca
- carbamazepina, idiosincratica
- tetracloruro di carbonio, intrinseca
- clorpromazina, idiosincratica
- cocaetilene
- diclofenac, idiosincratica
- N-nitrosodietilammina
- dimetilformammide
- diquat
- etoposide
- indometacina, idiosincratica
- inalanti di vario genere
- iproniazide, idiosincratica
- metapirilene
- metotrexato
- 3-metilcolantrene[2]
- tutte le penicilline, idiosincratiche
- sulfamidici, idiosincratiche
- antidepressivi triciclici, idiosincratiche